# تاد داگلاس میلر
تاد داگلاس میلر (انگلیسی: Todd Douglas Miller) فیلمساز آمریکایی است که برای کارگردانی فیلم‌های آپولو ۱۱ و دایناسور ۱۳ که برنده جوایزی شده‌اند، شناخته شده‌است.